# Montenegro nos Jogos Olímpicos de Verão de 2008
Montenegro competiu como uma nação independente pela primeira vez nos Jogos Olímpicos de Verão de 2008 em Pequim, na China. Atletas montenegrinos já compuseram equipes da Iugoslávia (entre 1920 e 1988 e entre 1996 e 2000) e de Sérvia e Montenegro em 2004.
Em sua primeira participação olímpica não conquistou nenhuma medalha olímpica, mas avançou a disputa da medalha de bronze no torneio de polo aquático masculino onde perdeu para a Sérvia por 6 a 4.

## Desempenho

### Atletismo
Masculino
| Atletas            | Evento   | Final   | Final   |
| Atletas            | Evento   | Marca   | Posição |
| ------------------ | -------- | ------- | ------- |
| Goran Stojiljković | Maratona | 2h28s14 | 62º     |

Feminino
| Atletas          | Evento     | Preliminares | Preliminares | Quartas     | Quartas     | Semifinal   | Semifinal   | Final       | Final       |
| Atletas          | Evento     | Marca        | Posição      | Marca       | Posição     | Marca       | Posição     | Marca       | Posição     |
| ---------------- | ---------- | ------------ | ------------ | ----------- | ----------- | ----------- | ----------- | ----------- | ----------- |
| Milena Milašević | 100 metros | 12s65        | 66º          | Não avançou | Não avançou | Não avançou | Não avançou | Não avançou | Não avançou |

### Boxe
| Atleta          | Evento      | Fase de 16                | Quartas                | Semifinais             | Final                  |
| Atleta          | Evento      | Adversário e resultado    | Adversário e resultado | Adversário e resultado | Adversário e resultado |
| --------------- | ----------- | ------------------------- | ---------------------- | ---------------------- | ---------------------- |
| Milorad Gajović | Peso pesado | GRE I. Pavlidis D PTS 3:7 | Não avançou            | Não avançou            | Não avançou            |

### Judô
Masculino
| Atleta           | Evento | Preliminares             | Fase de 32                    | Fase de 16             | Quartas                   | Semifinais             | Repescagem             | Repescagem                  | Repescagem             | Final                  | Final       |
| Atleta           | Evento | Preliminares             | Fase de 32                    | Fase de 16             | Quartas                   | Semifinais             | 1ª fase                | Quartas                     | Semifinais             | Final                  | Final       |
| Atleta           | Evento | Adversário e resultado   | Adversário e resultado        | Adversário e resultado | Adversário e resultado    | Adversário e resultado | Adversário e resultado | Adversário e resultado      | Adversário e resultado | Adversário e resultado | Pos.        |
| ---------------- | ------ | ------------------------ | ----------------------------- | ---------------------- | ------------------------- | ---------------------- | ---------------------- | --------------------------- | ---------------------- | ---------------------- | ----------- |
| Srđan Mrvaljević | -81 kg | TUN Y. Badra V 0020-0010 | GEQ J. Mba Nchama V 1011-0000 | CHN Guo L. V 0111-0001 | NED G. Elmont D 0000-0010 |                        |                        | MGL D. Nyamkhüü D 0000-1002 | Não avançou            | Não avançou            | Não avançou |

### Natação
Feminino
| Atleta(s)  | Evento      | Eliminatórias | Eliminatórias | Semifinal   | Semifinal   | Final       | Final       |
| Atleta(s)  | Evento      | Tempo         | Posição       | Tempo       | Posição     | Tempo       | Posição     |
| ---------- | ----------- | ------------- | ------------- | ----------- | ----------- | ----------- | ----------- |
| Marina Kuč | 200 m peito | 2m31s24       | 31º           | Não avançou | Não avançou | Não avançou | Não avançou |

### Polo aquático
Masculino
| Equipe | Fase de Grupos                                                                                 | Fase de Grupos | Quartas-de-final       | Disputa do 5º ao 12º lugares | Semifinal              | Final                                | Pos. |
| Equipe | Adversário e resultado                                                                         | Pos.           | Adversário e resultado | Adversário e resultado       | Adversário e resultado | Adversário e resultado               | Pos. |
| --- | ---------------------------------------------------------------------------------------------- | -------------- | ---------------------- | ---------------------------- | ---------------------- | ------------------------------------ | ---- |
| Zdravko Radić Miloš Šćepanović Draško Brguljan Vladimir Gojković Aleksandar Ivović Mlađan Janović Nikola Janović Predrag Jokić Vjekoslav Pasković Milan Tičić Veljko Uskoković Nikola Vukčević Boris Zloković | HUN Hungria E 10-10 CAN Canadá V 12-0 GRE Grécia V 10-6 ESP Espanha D 6-12 AUS Austrália E 5-5 | 3º (Gr. A)     | CRO Croácia V 7-6      |                              | HUN Hungria D 9-11     | Decisão do 3º lugar SRB Sérvia D 4-6 | 4º   |

### Tiro
Masculino
| Atleta           | Evento             | Qualificação | Qualificação | Final       | Final       | Posição |
| Atleta           | Evento             | Placar       | Posição      | Placar      | Total       | Posição |
| ---------------- | ------------------ | ------------ | ------------ | ----------- | ----------- | ------- |
| Nikola Šaranović | Pistola de ar 10 m | 570          | 41º          | Não avançou | Não avançou | 41º     |
| Nikola Šaranović | Pistola livre 50 m | 535          | 45º          | Não avançou | Não avançou | 45º     |